# اتحاد المنظمات الإسلامية في أوروبا
اتحاد المنظمات الإسلامية في أوروبا (بالإنجليزية: Federation of Islamic Organizations in Europe)‏ هيئة إسلامية أوروبية جامعة تشكل إطاراً موحداً للمنظمات والمؤسسات والجمعيات الإسلامية الأوروبية الأعضاء فيه ويضم الاتحاد اليوم هيئات ومؤسسات ومراكز في 30 بلداً أوروبياً. ويعتبر اتحاد المنظمات الإسلامية في أوروبا الجناح الأوروبي لتيار الإخوان المسلمين العالمي.

## نشأة الاتحاد
- بدأ اتحاد المنظمات الإسلامية في أوروبا العمل منذ أواخر الخمسينات الميلادية من الطلبة الوافدين الذين جاءوا بالذات من مصر وبدأو العمل بصفوف الطلاب ثم تطور العمل إلى المؤسسات،[4]
- فبعد قيام النظام المصري بضرب جماعة الإخوان المسلمين واعتقال أعضائها في عهد الرئيس المصري جمال عبد الناصر قام الكثير منهم بالهجرة من مصر تجاه أوروبا وألمانيا خصوصا فقاموا بتأسيس العمل الإسلامي هناك على مستوى كل قطر أوروبي حتى تم تأسيس الاتحاد كمظلة تحوي كل هذه الأنشطة على مستوى أوروبا ومن أوائل قادة هذا العمل الإسلامي سعيد رمضان زوج ابنة الإمام حسن البنا والسكرتير الشخصي له [1]
- تأسس اتحاد المنظمات الإسلامية في أوروبا في بريطانيا أواخر سنة 1989م
- يضم الاتحاد عضوية مؤسسات إسلامية على مستوى أوروبا، وله هيئة عمومية، ومجلس شورى، ومكتب تنفيذي. ويمتلك برنامجاً وخطة لمدة 20 سنة قادمة. وله مجموعة من المؤسسات في غير الدول الأوربية،. للاتحاد علاقات رسمية واضحة وقوية مع الأجهزة الرسمية الأوربية على رأسها الاتحاد الأوربي.[4]

## من أهداف الاتحاد
- ويهدف إلى الحفاظ على الوجود الإسلامي في أوروبا والارتقاء بمستواه العام وخدمة مصالحه وتمكينه من أداء رسالته في التعريف بالإسلام والدعوة ضمن الأطر القانونية الأوروبية.
- تعمل جميع مؤسسات وهيئات ومراكز الاتحاد على توطين الإسلام في الغرب بالاندماج الإيجابي للمسلمين في مجتمعاتهم، اندماجاً يجمع بين الحفاظ على الهوية الإسلامية وممارسة المواطنة الصالحة بخدمة الصالح العام، وتحقيقاً لمبادئ الأمن والانسجام.

## من أنشطة الاتحاد
- يضم الاتحاد أعضاء من العرب والأجانب وهؤلاء يمثلون ما لا يقل عن 1000 جمعية ومركز ومؤسسة تعمل في مختلف مجالات العمل مثل الشبابية والنسائية والطفولية، ويوجد أشخاص يعملون في المجالس البلدية، والاتحاد لا يمثل كل المسلمين في أوروبا، وإنما هو أكبر منظمة إسلامية هناك لها انتشار أفقي وتغطي معظم الدول الأوروبية وهي تمثل الفكر الوسطي في أوروبا.[5]
- اتحاد المنظمات الإسلامية في أوروبا هي مؤسسة اتحاد يضم في عضويته اتحادات، ليس كجمعيات بل اتحادات، الاتحادات هذه متواجدة في 30 قطر أوروبي، من أوروبا الشرقية إلى أوروبا الغربية وكذا روسيا وغيرها. هذه الاتحادات على الصعيد القطري في الأقطار الأوروبية لها نشاط لها مراكز جمعيات إنتاجية، ومنتديات شبابية، وجمعيات شبابية، وكشافية، وعمل دعوي، وعمل سياسي، وعمل خيري.. هي نسخة من أي جماعة في أي دولة من الدول الإسلامية، وهذه الاتحادات تشكل اتحاد المنظمات الإسلامية في أوروبا، وفي بعض المناطق لها علاقات بالاتحاد الأوروبي والمؤسسات الأوروبية المختلفة رسميًا.[6]

## مؤسسات تابعة للاتحاد
ساهم اتحاد المنظمات الإسلامية في تكوين روابط وهيئات ومؤسسات ومراكز إسلامية منتشرة في كل أوروبا، وله مجموعة من المؤسسات في غير الدول الأوربية 
ومن المؤسسات التابعة له :
- المجلس الأوروبي للإفتاء والبحوث
- ويتبع له المنتدى الأوروبي للمرأة المسلمة وهو عبارة عن اتحادات نسائية في الدول الأوربية
- وأنشأ عام 1998م منتدى الشباب المسلم الأوربي ويضم في عضويته اتحادات الشباب الموجودة في مختلف دول أوروبا
- اتحاد المنظمات الإسلامية في فرنسا
- الرابطة الإسلامية في بريطانيا
- اتحاد الجاليات والمنظمات الإسلامية بإيطاليا

## المجلس الأوروبي للإفتاء والبحوث
كما سعى الاتحاد لإيجاد المجلس الأوروبي للإفتاء والبحوث والدراسات الإسلامية ومقره أيرلندا كمرجعية دينية مستقلة متخصصةٌ بفقه الأقليات المسلمة في الغرب تلبي متطلباتها الشرعيّة والفقهية بفتاوى وبحوثٍ ودراسات تعالج قضاياها، وتحلُ مشاكلها، وتخفف من معاناتها من منطلقات إسلامية مستوحاة من الكتاب والسنة وما أجمعت عليه الأمة من غير تكلف أو غلو في إطار يجمع بين الأصالة والحداثة، وبين المبدئية والمرونة.

## قادة الاتحاد
- رئيس الاتحاد الأستاذ شكيب بن مخلوف (من أصل مغربي مقيم في السويد) (حيث يتم إجراء انتخابات الرئيس كل 4 سنوات [7])
- الأستاذ أحمد كاظم الراوي من أصل عراقي (رئيس سابق للاتحاد)

## وصلات خارجية
| - موقع الاتحاد - مواقع لمؤسسات تابعة للاتحاد: 1. المجلس الإسلامي الدنماركي 2. موقع التجمع الأوروبي للأئمة والمرشدين 3. رابطة مسلمي سويسرا 4. الإدارة الدينية لمسلمي كاريليا - الخطة المركزية للاتحاد 2006 - 2010، موقع الاتحاد - الإخوان في أوروبا ومسيرة المراجعات.. بريطانيا نموذجا، إسلام أون لاين، 9 أغسطس 2008م - الإخوان المسلمون التنظيم الإسلامي الأكثر نفوذاً في أوروبا، إذاعة هولندا، 20 يناير 2010 | - نموذج أوروبي للتحريض ضد الإسلام، كتاب ألماني: الإخوان المسلمون خطر على أوروبا، إسلام أون لاين، 11 يونيو 2007م - مستقبل المسلمين في الغرب بعد أحداث سبتمبر، أحمد جاب الله: (مدير المعهد الأوروبي للعلوم الإنسانية في باريس ونائب رئيس اتحاد المنظمات الإسلامية في أوروبا)، برنامج بلا حدود، قناة الجزيرة، 10 سبتمبر 2003م - نشرة إلكترونية، صادرة عن "اتحاد المنظمات الإسلامية في أوروبا"، إسلام ديلي، 4 سبتمبر 2004 - الإخوان في أوروبا ومسيرة المراجعات.. بريطانيا نموذجا، سالم الشيخي، إسلام أون لاين، 9 أغسطس 2008 - 'المفكرة' تحاور د.أحمد الراوي رئيس اتحاد المنظمات الإسلامية بأوروبا، مفكرة الإسلام، 21 يونيو 2006 |